# William Hoffman (Schriftsteller)
William Hoffman (* 16. Mai 1925 in Charleston, West Virginia; † 12. September 2009 in Farmville, Virginia) war ein US-amerikanischer Jurist und Schriftsteller.

## Leben
Hoffman wurde 1925 als zweites Kind von Julia Beckley und Henry William Hoffman als Henry William Hoffman geboren. Er besuchte die öffentlichen Schulen in Charleston und ging nach seinem Abschluss zum Kentucky Military Institute, das er 1943 erfolgreich beendete. Im September 1943 trat er in die United States Army ein und diente als Sanitäter in der Normandie und in der Ardennenoffensive während des Zweiten Weltkriegs. Aufgrund seines Gesundheitszustandes verließ er im Februar 1946 die US-Armee.
Im unmittelbaren Anschluss besuchte er das Hampden-Sydney College in Hampden-Sydney im Prince Edward County, Virginia, und erreichte dort 1949 seinen Bachelor-Abschluss. Er studierte Rechtswissenschaften an der heutigen Washington and Lee University in Lexington, wo er auch einen Kurs für kreatives Schreiben belegte. 1950 veröffentlichte er seine erste Kurzgeschichte, verließ die juristische Fakultät und schrieb sich im Iowa Writers’ Workshop an der Universität von Iowa in Iowa City, Iowa, ein, wo er ein Jahr blieb.
Nach seiner Tätigkeit beim Evening Star (in Washington, D.C.) und für das US-Verteidigungsministerium und späterhin in New York City für die ehemalige Chase National Bank kehrte Hoffman nach Hampden-Sydney zurück. Er unterrichtete dort von 1952 bis 1959 am College und war von 1966 bis 1973 schon als Schriftsteller tätig, bevor er in den Ruhestand ging. Hoffman heiratete 1957 Alice Sue Richardson, das Paar hatte zwei Kinder.
William Hoffman war Autor von vierzehn Romanen, vier Kurzgeschichtensammlungen und zwei Theaterstücken. Seine erschreckende Erfahrung als Sanitäter in Europa während des Zweiten Weltkriegs dominierte seine frühesten Schriften, darunter The Trumpet Unblown (1955) und Yancey's War (1966). Hoffman wird auch für Romane gefeiert, die charakterbasierte Porträts des Südens mit Action-Mystery-Handlungen kombinieren, und für Schriften, die tragische Intensität mit Humor verbinden.

## Werke

### Romane
- 1955: The Trumpet Unblown
- 1958: Days in the Yellow Leaf
- 1960: A Place for My Head
- 1963: The Dark Mountains
- 1966: Yancey's War
- 1970: A Walk to the River
- 1973: A Death of Dreams
- 1982: The Land That Drank the Rain
- 1985: Godfires
- 1990: Furors Die
- 1998: Tidewater Blood (dt. Sühnezeit. Droemer Knaur, München 2000, ISBN 978-3-426-61359-7)
- 2000: Blood and Guile (dt. Treibjagd. Droemer Knaur, München 2003, ISBN 978-3-426-61960-5)
- 2002: Wild Thorn
- 2005: Lies

### Kurzgeschichtensammlungen
- 1978: Virginia Reels
- 1988: By Land, By Sea
- 1994: Follow Me Home
- 1999: Doors

### Sonstige Werke
- 1996: Brother Frank: A True Story: One Man’s Inspiring Journey from Hatred and Violence to Faith and Love, (Biografie)

## Auszeichnungen
- 1999: Hammett Prize für Tidewater Blood

## Nachweise, Anmerkungen
1. ↑  Verwechselungsgefahr mit dem gleichnamigen amerikanischen Politiker (1825–1895)
2. ↑  siehe Encyclopedia Virginia
3. ↑  Biografische Infos des West Virginia Wesleyan College

| Personendaten    | Personendaten                        |
| ---------------- | ------------------------------------ |
| NAME             | Hoffman, William                     |
| ALTERNATIVNAMEN  | Hoffman, Henry William (Geburtsname) |
| KURZBESCHREIBUNG | US-amerikanischer Schriftsteller     |
| GEBURTSDATUM     | 16. Mai 1925                         |
| GEBURTSORT       | Charleston, West Virginia            |
| STERBEDATUM      | 12. September 2009                   |
| STERBEORT        | Farmville, Virginia                  |